# جمهورية أوكرانيا الشعبية
جمهورية أوكرانيا الشعبية أو جمهورية أوكرانيا الوطنية هي دولة تشكلت في سنة 1917 بعد إعلان إستقلالها من جمهورية روسيا بعد الثورة الروسية، كانت جمهورية اشتراكية دكتاتورية عسكرية قومية حكمها سيمون بتليورا، دخلت هذه الدولة بمطامع السوفييت الشيوعيين و الروس القوميين فتحاربت ضدهم، إلا أن الاتحاد السوفييتي تمكن في سنة 1921 من الإستيلاء على أوكرانيا لينتهي حكم هذه الدولة وتأسست بعدها جمهورية أوكرانيا السوفيتية الاشتراكية بعد انتصار البلاشفة في الحرب السوفيتية الأوكرانية.
بعد الثورة البلشفية في نوفمبر من عام 1917، تشكلت العديد من الحكومات في أوكرانيا – أبرزها جمهورية أوكرانيا الشعبية (مقرها كييف) وجمهورية أوكرانيا الشعبية السوفييتية (في عامي 1917 و1918 ومقرها خاركيف) وخلفاؤها السوفييتيون. كان هذان الكيانان، بالإضافة إلى الحركة البيضاء، وبولندا، والجيوش الخضراء، والجيش الأوكراني الثوري المتمرد، في اقتتال مستمر بين بعضهم البعض، ما ترتب عنه العديد من الخسائر في صفوف الأوكرانيين المقاتلين في حرب استقلال أوكرانيا (بين عامي 1917 و1921) التي كانت جزءًا من الحرب الأهلية الروسية القائمة بين عامي 1917 و1922. بسط الاتحاد السوفييتي (بعد معاهدة ريغا الموقعة في عام 1921) سلطته على ما أصبح في النهاية جمهورية أوكرانيا الاشتراكية السوفييتية (في عام 1922) والتي أصبحت عضوًا مؤسسًا في الاتحاد السوفييتي.

## تاريخها

### الموجة الثورية
في يوم 10 يونيو من عام 1917، أعلن المجلس المركزي الأوكراني في التعميم الأول للمجلس العسكري لعموم أوكرانيا، استقلال أوكرانيا الذاتي بصفتها جزءًا من الجمهورية الروسية. أصبحت الأمانة العامة أكبر هيئة حاكمة في جمهورية أوكرانيا الشعبية ويرأسها فولوديمير فينيتشينكو. اعترف رئيس وزراء روسيا أليكساندر كيرينسكي بالأمانة العامة، وعيّنها الهيئة الحاكمة الممثلة لحكومة روسيا المؤقتة وحدّ سلطتها إلى خمسة تقسيمات إدارية هي: فولين، وكييف، وبودولي، وتشيرينيغوف، وبولتوفا. في البداية، احتجّ فينيتشينكو وهجر منصب رئيس الأمانة، لكن في نهاية المطاف اجتمع من جديد مع الأمانة بعد أن وافق المجلس المركزي على توجيهات كيرينسكي وأصدر تعميمًا ثانيًا.
بعد ثورة أكتوبر، حرضت فصيلة الكييفيين التابعة للحزب البلشفي على انتفاضة كييف في يوم 8 نوفمبر من عام 1917 بهدف إرساء السلطة السوفييتية في المدينة. حاولت قوات منطقة كييف العسكرية إيقافها، لكن بعد أن دعم المجلس المركزي البلشفيين، أُنهي وجود القوات الروسية في كييف. بعد طرد قوات الحكومة، أعلن المجلس في 22 نوفمبر من عام 1917 استقلالًا ذاتيًا أوسع للجمهورية الأوكرانية، مع الحفاظ على الروابط مع روسيا. حُددت أراضي الجمهورية في التعميم الثالث للمجلس المركزي في يوم 20 نوفمبر من عام 1917 (7 نوفمبر على النمط القديم) مشتملة على التقسيمات الإدارية: فولين، وكييف، وبودولي، وتشيرينغوف، وبولتافا، وخاركوف، وييكاتيرينوسلاف، وكيرسون، وتاوريدا (دون كريميا). وصُرح أيضًا أن شعوب كل من التقسيمات الإدارية: فورونيزه وخولم وكورسك مرحب بهم للانضمام إلى الجمهورية عبر استفتاء عام. إضافة إلى ذلك، صرح المجلس المركزي في التعميم أنه وبسبب عدم وجود حكومة في الجمهورية الروسية بعد ثورة أكتوبر قد أعلن نفسه الهيئة الحاكمة العليا ريثما يُستعاد النظام في الجمهورية الروسية. أطلق المجلس المركزي تسمية حرب أهلية على كل النشاطات الثورية مثل ثورة أكتوبر وعبر عن آماله بحلّ الفوضى.
بعد هدنة وجيزة، أدرك البلشفيون أن المجلس لا نية لديه في دعم الثورة البلشفية. وأعادوا تنظيم أنفسهم إلى المجلس السوفييتي لعموم أوكرانيا في ديسمبر من عام 1917 في محاولة لاحتلال السلطة. عندما فشل ذلك نتيجة افتقار البلشفيين النسبي إلى الشعبية في كييف، انتقلوا إلى خاركيف. أعلن بلشفيو أوكرانيا لا شرعية جمهورية أوكرانيا الشعبية وصرحوا بالجمهورية الأوكرانية الشعبية السوفييتية وعاصمتها كييف، زاعمين أن حكومة الأمانة الشعبية لأوكرانيا هي الحكومة الوحيدة في البلاد. دخل الجيش الأحمر البلشفي أوكرانيا من جمهورية روسيا الاتحادية الاشتراكية السوفييتية دعمًا للحكومة السوفييتية المحلية. مع توتر العلاقات بين أعضاء المجلس المركزي، أعلنت سلسلة من الجمهوريات السوفييتية المحلية على الأراضي الأوكرانية استقلالها وتحالفها مع مجلس مفوضي الشعب البتروغرادي (جمهورية أوديسا السوفييتية (أوكرانيا الجنوبية)، جمهورية دونيتس – كريفوي روغ السوفييتية (أوكرانيا الشرقية)). نفذ المرسوم فيودور سيرغييف بنجاح وأصبح رئيسًا للحكومة المحلية بالإضافة إلى أنه انضم إلى الحكومة السوفييتية الأوكرانية، في آن واحد. على عكس جمهورية فيودور سيرغييف، لم تعترف أي حكومة بلشفية بجمهورية أوديسا ودخلت بمبادرة منها صراعًا عسكريًا مع رومانيا للسيطرة على جمهورية المالديف الديمقراطية، وتنافستا على أرضها.

### التسلسل الزمني
المعلومات التالية مبنية على معرض متحف الاحتلال السوفييتي في كييف (جمعية ميموريال في كييف)

#### صيف عام 1917
- من 8 إلى 12 مارس: ثورة فبراير في الإمبراطورية الروسية، ونصر القوى الديمقراطية
- 17 مارس: تأسيس المجلس المركزي الأوكراني
- 4 أبريل: إعادة إنشاء بروسفيتا، تأسيس اللجنة التعاونية الأوكرانية، والمجلس العسكري المؤقت، وتحرير شعب غاليسيا، خصوصًا أندريه شيبتيتسكي
- 9 أبريل: عودة ميخائيل جروشيفسكي من المنفى ليرأس المجلس المركزي الأوكراني
- 10 أبريل: ناصر المجلس المركزي الأوكراني الدعوة لعقد مجلس الشعب الوطني الأوكراني
- 11 أبريل: تأسيس مجتمع هيتمان بولوبوتوك العسكري الأوكراني بقيادة ميكولا ميخنوفسكي، تنظيم أول فوج تطوعي أوكراني لبودان خميلنيتسكي
- 13 أبريل: حدوث تظاهرة كبيرة في كييف شارك فيها أكثر من 100,000 شخص، تأسيس أول مجلس وطني أوكراني في بيتروغراد.
- من2 إلى 4 مايو: عُقد مجلس الشعب الوطني الأوكراني في كييف، ضم نحو 900 نائب، أثبت المجلس تشكيل المجلس المركزي الأوكراني مؤلفًا من 150 عضو برئاسة ميخائيل جروشيفسكي
- 17 مايو: أجاز الجنرال بروسيلوف قائد الجبهة الجنوبية الغربية تنظيم فوج بودان خميلنيتسكي الذي جنّد 3,574 متطوعًا
- من 18 حتى 1 مايو: عقد مجلس العسكري الأوكراني في كييف وحضره أكثر من 700 نائب. انتخب المجلس اللجنة العسكرية الأوكرانية العامة المؤلفة من 18 عضو يرأسها سيمون بتليورا.